# (2) (Olivia Newton-John-album)
A (2) Olivia Newton-John Ausztráliában megjelent, népszerű ausztrál művészekkel készített duettalbuma.

## Az album ismertetése
Az album címét egyrészt a 2002-es évről kapta, másrész ez volt Olivia első, teljes egészében duettekből álló albuma. Olivia az amerikai Richard Marx és Michael McDonald mellett Ausztrália legnépszerűbb sztárjaival énekelt egy-egy duettet. Az album két énekese, az ausztrál rock and roll legnagyobb egyénisége, Johnny O'Keefe és a popzenész Peter Allen már nincs az élők sorában, régi archív felvételeik felhasználásával és Olivia új énekével készültek a duettek. Az album tartalmaz egy sehol sem feltüntetett rejtett bonus dalt is. Az album legvégén, az utolsó szám lecsengése után, ugyanazon a 11-es sorszámon  kezdődik Olivia Physical című 1981-es dalának új, lassú tempójú jazz jellegű felvétele, az egyetlen nem duett szám a lemezen. Kizárólag a 2004-es japán kiadás tartalmaz egy további duettet is, Cliff Richard Let It be with Me című dalát. Az album Ausztráliában igen nagy siker volt, a No.5. helyezésig jutott és platinalemez lett. Olivia, részben az album sikerének köszönhetően, beiktatásra került az Aria Hall of Fame (ausztrál zenészek dicsőségcsarnoka) tagjai közé.

## Az album dalai
Zárójelben a duett partner, utána a dal szerzői
- Sunburned Country (Keith Urban) - Keith Urban/Olivia Newton-John
- Lift Me Up (Darren Hayes) - Hayes and Rick Nowels
- I'll Come Runnin' - (Tina Arena) - Diane Warren
- Tenterfield Saddler (Peter Allen) - Peter Allen
- I Will Be Right Here - (David Campbell) -  Diane Warren
- I Love You Crazy - (Human Nature) - Brooke McClymont, Robert Parde, Steve Werfel
- Bad About You -(Billy Thorpe) - House/Cook/Olivia Newton-John
- I'm Counting On You (Johnny O' Keefe) - Everlyn
- Never Far Away (Richard Marx) - Marx/Clewer
- Happy Day - (Jimmy Little) - Don Walker/Nathan Cavaleri
- Act of Faith (Michael McDonald) - Olivia Newton-John/McDonald/Sims
- BONUS: Physical (új, jazz jellegű lassú változat))
- EXTRA BONUS: Let It Be Me (duet with Cliff Richard) (csak a 2004-es japán kiadáson)

## Helyezések
- Ausztrál album lista: 5
- 2002 évi összesített album lista: 87
- 2002 évi ausztrál albumok listája: 20, platinalemez

## Közreműködők
- Peter Allen – zongora
- Andrew Bojanic – szintetizátor, gitár, basszusgitár, billentyűsök, dobprogramok
- Dario Bortolin – basszusgitár
- Peter Carrette – az album fotósa
- Greg Clarke – segédhangmérnök
- Joe Creighton – basszusgitás
- Michelle Day – fotós
- Charles Fisher – producer
- Stuart Fraser – gitár
- Val Garay – hangmérnök
- Todd Gunnerson – segédhangmérnök
- Liz Hooper – Vokál
- Mark Kennedy – Dobok
- Ok Hee Kim – hangkeverés
- Iki Levy – dobok, dobprogramok
- Chong Lim – billentyűsök
- Liz – producer
- Stephen Marcussen – mastering
- Jimi Maroudas – segéd hangmérnök
- Richard Marx – billentyűsök, producer
- Chris McHugh – dobok
- Steve Nathan – orgona
- Olivia Newton-John – executive producer
- Justin Niebank – hangméprnök
- Rick Nowels – billentyűsük, producer
- Mark O'Connor – basszusgitár, billentyűsök
- Tim Pierce – gitár
- Alison Prestwood – basszusgitár
- Steve Real – vokál
- Adam Rhodes – hangmérnök
- Don Smith – hangkeverés
- Billy Thorpe – gitár
- Andy Timmons – producer
- Keith Urban – Gitár
- Tony Wall – hangmérnök

## Kiadások
- Festival Mushroom Records 336022 (2002. november 4, Ausztrália)
- Universal Music UICY-1256 (2004. október 13, Japán)